# Patrick Ozzard-Low
Patrick Ozzard-Low (* 1958) ist ein britischer Komponist und Pianist, der für seine Klavierwerke und seine Forschungen im Bereich der mikrotonalen Musik (21st Century Orchestral Instruments) bekannt ist.

## Leben
Ozzard-Low studierte Philosophie an der University of York und erhielt dort 1984 einen Bachelor of Arts Hons. 1998 erhielt er eine Churchill Fellowship. Von 2003 bis 2007 war er Affiliate Lecturer am Dartington College of Arts und von 2007 bis 2011 Tutor an der South West Music School. 2008 promovierte er an der University of Southampton und erhielt einen PhD in Komposition. 

## Diskografie
- In Opposition, 2020, Kairos Music